# كولنشي روندشاو
كولنشي روندشاو (بالألمانية Kölnische Rundschau) هي صحيفة ألمانية يومية مستقلة خاصة بمناطق كولونيا بون ،المحررين المسئولين عنها هي دار النشر الكولونية، منذ عام 1999 أصبحت حقوق النشر والعنوان تابعة لمجموعة الناشرين م.دومنت شاوبيرج. تنشر الصحيفة كل جمعة أوقات برامج التلفزيون .

## تاريخ الصحيفة
كان مؤسس صحيفة كولنشي روندشاو هو الصحفي والسياسي والناشر الألماني راينهولد هاينن (1894-1969) وصدرت أول مرة في 19 مارس 1946

## وصلات خارجية
- موقع جريدة كولنشي روندشاو